# Colli Tortonesi
Colli Tortonesi ist ein italienisches Weinbaugebiet in der Provinz Alessandria, Piemont mit einer Denomination (DOC) für Rot-, Weiß- und Roséweine (einschließlich Schaumweine), die am 7. März 2014 aktualisiert wurde.

## Anbau
Das Weinbaugebiet Colli Tortonesi liegt im Piemonte „Il Monferrato“ und umfasst die 29 Gemeinden Avolasca, Berzano di Tortona, Brignano-Frascata, Carbonara Scrivia, Carezzano, Casalnoceto, Casasco, Cassano Spinola, Castellania, Castellar Guidobono, Cerreto Grue, Costa Vescovato, Momperone, Monleale, Montegioco, Montemarzino, Paderna, Pozzol Groppo, Sant’Agata Fossili, Sardigliano, Sarezzano, Spineto Scrivia, Stazzano, Tortona, Viguzzolo, Villaromagnano, Villalvernia, Volpedo und Volpeglino zwischen dem Monferrato und dem Oltrepò Pavese.
Die Weinberge liegen auf den Hügeln östlich des Flusses Scrivia, die Stadt Tortona gibt dem Gebiet seinen Namen. Im Jahr 2019 wurden 17.284 Hektoliter DOC-Wein erzeugt.

## Erzeugung
Folgende Weine sind gemäß dieser Denomination zugelassen:
- Vini rossi: Colli Tortonesi Rosso, Colli Tortonesi Rosso frizzante, Colli Tortonesi Novello, Colli Tortonesi Barbera, Colli Tortonesi Barbera Riserva,  Colli Tortonesi Barbera Superiore, Colli Tortonesi Dolcetto, Colli Tortonesi Dolcetto Novello, Colli Tortonesi Croatina, Colli Tortonesi Croatina Riserva, Colli Tortonesi Freisa.
- Vini bianchi: Colli Tortonesi Bianco, Colli Tortonesi Bianco frizzante, Colli Tortonesi Cortese, Colli Tortonesi Cortese Riserva, Colli Tortonesi Cortese Frizzante, Colli Tortonesi Cortese Spumante, Colli Tortonesi Favorita, Colli Tortonesi Timorasso, Colli Tortonesi Timorasso Riserva, Colli Tortonesi Moscato.  Insbesondere der Bianco entwickelt sich durch die Renaissance der seltenen Rebsorte Timorasso zu einer gesuchten Rarität.
- Vini rosati: Colli Tortonesi Chiaretto, Colli Tortonesi Chiaretto frizzante.

## Produktionsvorschriften
- Alle DOC-Weine der Colli Tortonesi mit der Bezeichnung „Bianco“ oder der Bezeichnung „Bianco frizzante“ werden aus diesen Rebsorten erzeugt: Cortese und/oder Favorita und/oder Muller Thurgau und/oder Pinot bianco und/oder Pinot grigio und/oder Riesling italico und/oder Riesling Renano B. und/oder Barbera bianca und/oder Chardonnay und/oder Sauvignon Blanc und/oder Sylvaner verde und/oder Timorasso. Ein bestimmtes Mengenverhältnis ist nicht vorgeschrieben.
- Alle DOC-Weine der Colli Tortonesi mit der Bezeichnung „Rosso“ oder der Bezeichnung „Rosso frizzante“ und „Novello“ werden aus diesen Rebsorten erzeugt: Aleatico und/oder Barbera und/oder Bonarda piemontese und/oder Dolcetto und/oder Freisa und/oder Grignolino und/oder Pinot nero und/oder Cabernet franc und/oder Cabernet Sauvignon und/oder Croatina und/oder Lambrusca di Alessandria und/oder Merlot und/oder Nebbiolo und/oder Sangiovese. Ein bestimmtes Mengenverhältnis ist nicht vorgeschrieben.
- Alle DOC-Weine der Colli Tortonesi mit der Bezeichnung „Chiaretto“ oder der Bezeichnung „Chiaretto frizzante“ werden aus diesen Rebsorten erzeugt: Aleatico und/oder Barbera und/oder Bonarda piemontese und/oder Dolcetto und/oder Freisa und/oder Grignolino und/oder Pinot nero und/oder Cabernet franc und/oder Cabernet Sauvignon und/oder Croatina und/oder Lambrusca di Alessandria und/oder Merlot und/oder Nebbiolo und/oder Sangiovese. Ein bestimmtes Mengenverhältnis ist nicht vorgeschrieben.
- Alle DOC-Weine der Colli Tortonesi mit der Bezeichnung „Barbera“ oder der Bezeichnung „Barbera Superiore“ und „Barbera Riserva“ werden aus diesen Rebsorten erzeugt: 85–100 % Barbera und 0–15 % rote Rebsorten, die in der Region Piemont zum Anbau zugelassen sind.
- Alle DOC-Weine der Colli Tortonesi mit der Bezeichnung „Dolcetto“ oder der Bezeichnung „Dolcetto novello“ werden aus diesen Rebsorten erzeugt: 85–100 % Dolcetto und 0–15 % rote Rebsorten, die in der Region Piemont zum Anbau zugelassen sind.
- Alle DOC-Weine der Colli Tortonesi mit den Bezeichnungen „Cortese“, „Cortese frizzante“, „Cortese Spumante“ und „Cortese Riserva“ werden aus diesen Rebsorten erzeugt: 95–100 % Cortese und 0–5 % weiße Rebsorten, die in der Region Piemont zum Anbau zugelassen sind.
- Alle DOC-Weine der Colli Tortonesi mit der Bezeichnung „Croatina“ oder der Bezeichnung „Croatina Riserva“ werden aus diesen Rebsorten erzeugt: 85–100 % Croatina und 0–15 % rote Rebsorten, die in der Region Piemont zum Anbau zugelassen sind.
- Alle DOC-Weine der Colli Tortonesi mit der Bezeichnung „Timorasso“ oder der Bezeichnung „Timorasso Riserva“ werden aus diesen Rebsorten erzeugt: 95–100 % Timorasso und 0–5 % weiße Rebsorten, die in der Region Piemont zum Anbau zugelassen sind.
- Colli Tortonesi „Moscato bianco“: 100 % Rebsorte Moscato
- Alle DOC-Weine der Colli Tortonesi mit den Bezeichnungen „Favorita“ werden aus diesen Rebsorten erzeugt: 85–100 % Cortese und 0–15 % weiße Rebsorten, die in der Region Piemont zum Anbau zugelassen sind.
- Alle DOC-Weine der Colli Tortonesi mit den Bezeichnungen „Freisa“ werden aus diesen Rebsorten erzeugt: 85–100 % Freisa und 0–15 % weiße Rebsorten, die in der Region Piemont zum Anbau zugelassen sind.[2]

## Beschreibung
Laut Denomination (Auszug):

### Colli Tortonesi Barbera
- Farbe: dunkles rubinrot, im Alter granatrote Reflexe
- Geruch: weinig und charakteristisch
- Geschmack: trocken, frisch, manchmal lebhaft, fruchtig
- Alkoholgehalt: mindestens 11 %-Vol
- Gesamtsäure: mind. 4,5 g/l
- Trockenextraktgehalt: mind. 21 g/l

Ab einem Alkoholgehalt von mindestens 12,5 % und einem Trockenextraktgehalt von mind. 22 g/l darf der Wein die Qualitätsbezeichnung „Superiore“ tragen.
Barbera Superiore muss mindestens 13 Monate reifen, davon mind. 6 Monate im Holzfass.

### Colli Tortonesi Cortese
- Farbe: strohgelb mit grünlichen Reflexen
- Geruch: zart, angenehm, anhaltend, charakteristisch
- Geschmack: trocken, frisch, leicht, mit einem Hauch Bittermandel, bisweilen lebhaft
- Alkoholgehalt: mindestens 10 %-Vol
- Gesamtsäure: mind. 4,5 g/l
- Trockenextraktgehalt: mind. 15 g/l

### Colli Tortonesi Cortese Spumante
- Perlage: fein und anhaltend
- Farbe: strohgelb mit grünlichen Reflexen
- Geruch: zart, angenehm, anhaltend, charakteristisch
- Geschmack: trocken, frisch, leicht, mit einem Hauch Bittermandel, bisweilen lebhaft
- Alkoholgehalt: mindestens 11,5 %-Vol
- Gesamtsäure: mind. 4,5 g/l
- Trockenextraktgehalt: mind. 15 g/l